# Hans Nägele (Journalist)
Hans Nägele (* 28. April 1884 in Götzis, Vorarlberg; † 22. Mai 1973 in Bregenz) war ein österreichischer Journalist und Autor von Sachbüchern und Volkskundler.

## Ausbildung, Werdegang und Leben
Nach der Matura 1903 an der Realschule Dornbirn, die er ab 1896 besuchte, studierte Nägele zunächst Chemie an der Technischen Hochschule Wien, wo er 1913 zum „Doktor der technischen Wissenschaften“ promovierte. Anschließend trat er in den Dienst des Werkes der Sodafabrik Elektron in Slawjansk als Industriechemiker und Betriebsleiter. Dort wurde er zu Kriegsbeginn verhaftet, in den Ural deportiert und 1916 freigelassen.
Er versuchte, in den Westen zu flüchten, was ihm aber erst zu Kriegsende 1918 gelang.
Im März 1919 wurde Nägele Schriftleiter beim Vorarlberger Tagblatt, dem Zentralorgan der Großdeutschen Volkspartei, und von 1938 bis 1944 Hauptschriftleiter. Er beantragte am 23. Mai 1938 die Aufnahme in die NSDAP und wurde rückwirkend zum 1. Mai desselben Jahres aufgenommen (Mitgliedsnummer 6.265.915).
Von 1945 bis 1946 war er rund 80 Wochen zur Entnazifizierung im KZ-Außenlager Lochau interniert. Er arbeitete danach als freischaffender Journalist beim Vorarlberger Volksblatt (ÖVP-nah) sowie beim Vorarlberger Volkswillen (SPÖ-nah).
Sein Nachlass wurde von Elmar Vonbank verwaltet und ist partiell im Vorarlberger Landesarchiv erhalten.

## Bibliografie (Auswahl)
- Die Vorarlberger Textilindustrie. Bindenschild. Wien, 1947.
- Vorarlberg – Das Alemannenland am Bodensee. Vorarlberger Verlagsanstalt, 1972.
- Vorarlberger Frauenbilder. Eugen Russ, Bregenz, 1973.

## Auszeichnungen
- Ehrengabe des Landes Vorarlberg für Kunst und Wissenschaft, 1962
- Silbernes Ehrenzeichen des Landes Vorarlberg, 1968